# Подрегија
Подрегија или субрегија (од лат. sub — „по̏д“), представља мању географску целину која се одликује неким специфичним карактеристикама и интегрални је део веће целине (углавном континената). За дефинисање подрегија обично се користи њихов положај унутар веће јединице, односно стране света.
Подрегионалну поделу света извршила је статистичка служба ОУН са циљем успешнијег и ефикаснијег прикупљања и обраде статистичких података. Тако је 1999. године извршена макро-географска регионализација света зарад ефикаснијег праћења напретка и остварења такозваних миленијумских развојних циљева ОУН-а. Оваква расподела је створена искључиво за статистичке потребе и анализе. Важно је напоменути да је овакав систем подрегионализације УН направљен искључиво у статистичке сврхе без икаквих политичких и националних импликација.

## подрегије по континентима
Списак подрегија према у оквиру макрорегионалних (континенти) целина:

### Африка
- подрегије УН:
  - Северна Африка
  - Западна Африка
  - Централна Африка
  - Источна Африка
  - Јужна Африка
- географске подрегије:
  - Северна Африка
    - Магреб
    - Сахел

  - Подсахарска Африка
    - Западна Африка
    - Источна Африка
    - Рог Африке
    - Средња Африка
    - Басен Конга
    - Јужна Африка
    - Судан

### Америка

#### Северна Америка
- подрегије УН:
  - Англоамерика
  - Јужна Америка
  - Централна Америка
  - Кариби
- географске подрегије:
  - Канадски Арктик
  - Велики басен
  - Велике равнице
  - Велика језера
  - Велики Антили
  - Мали Антили

#### Јужна Америка
Јужна Америка као континент представља јединствен подрегион према статистикама УН-а.
- географске подрегије:
  - Алтиплан
  - Басен Амазона
  - Анди
  - Јужноамерички Кариби
  - Гран Чако
  - Гвајана (регија)
  - Пампе
  - Пантанал
  - Патагонија

### Евроазија

#### Азија
- подрегије УН:
  - Западна Азија
  - Средња Азија
  - Јужна Азија
  - Источна Азија
  - Југоисточна Азија
  - Северна Азија
- географске подрегије:
  - Средња Азија
  - Југозападна Азија или Средњи исток
    - Арабијско полуострво
    - Мала Азија
    - Кавказ
    - Левант
    - Месопотамија
    - Курдистан
    - Иранска висораван
    - Блиски исток

  - Северна Азија (видети Сибир)
  - Источна Азија
    - Далеки исток
    - Корејско полуострво

  - Јужна Азија
    - Индијски потконтинент
    - Хималаји
    - Цејлон
    - Деканска висораван
    - Бенгал

  - Југоисточна Азија
    - Малајско-филипински архипелаг
    - Индокина

#### Европа
- подрегије УН:
  - Западна Европа
  - Северна Европа
  - Јужна Европа
  - Источна Европа
- полуострвске подрегије:
  - Балкан
  - Иберија
  - Апенини
  - Скандинавија
- географске регије:
  - Јужна Европа
    - Апенинско полуострво
    - Балканско полуострво
    - Пиринејско полуострво

  - Западна Европа
    - Британска острва
    - Земље Бенелукса
    - Централни масив

  - Северна Европа
    - Скандинавско полуострво
    - Исланд
    - Фено-скандинавски штит

  - Источна Европа
    - Прибалтичке републике
    - Источноевропска низија
    - Кавказ

  - Централна Европа
    - Немачко-пољска низија
    - Алпе
    - Панонска низија
    - Карпати

## Океанија
- - Аустралазија
  - Меланезија
  - Микронезија
  - Полинезија
  - Јужни Пацифик
  - Северни Пацифик